# Jesús Glaría Jordán
Jesús Glaría Jordán (Villafranca, 2 de gener 1942 – l'Espluga de Francolí, 19 de setembre 1978) fou un futbolista navarrès que jugà de centrecampista.
Va defensar els colors de l'Atlètic de Madrid i de l'Espanyol. Fou vint cops internacional amb la selecció espanyola amb la qual disputà la Copa del Món d'Anglaterra 1966. Es retirà del futbol el 1975. Tres anys més tard morí en accident de cotxe amb el seu fill a l'Espluga de Francolí.